# Hemagglutinin
Inom molekylärbiologi är hemagglutinin  receptorbindande membranfusionsglykoproteiner som produceras av virus i familjen Paramyxoviridae och ett ämne som får blodet att koagulera (agglutinera). Antikroppar av typen IgM är välkända hemagglutininer. Även lektiner kan ha en agglutinerande funktion. Hemagglutininer är ansvariga för att binda till receptorer på röda blodkroppar för att initiera viral bindning och infektion. Agglutinationen av röda blodkroppar uppstår när antikroppar på en cell binder till de på andra celler, vilket orsakar amorfa aggregat av klumpade celler.

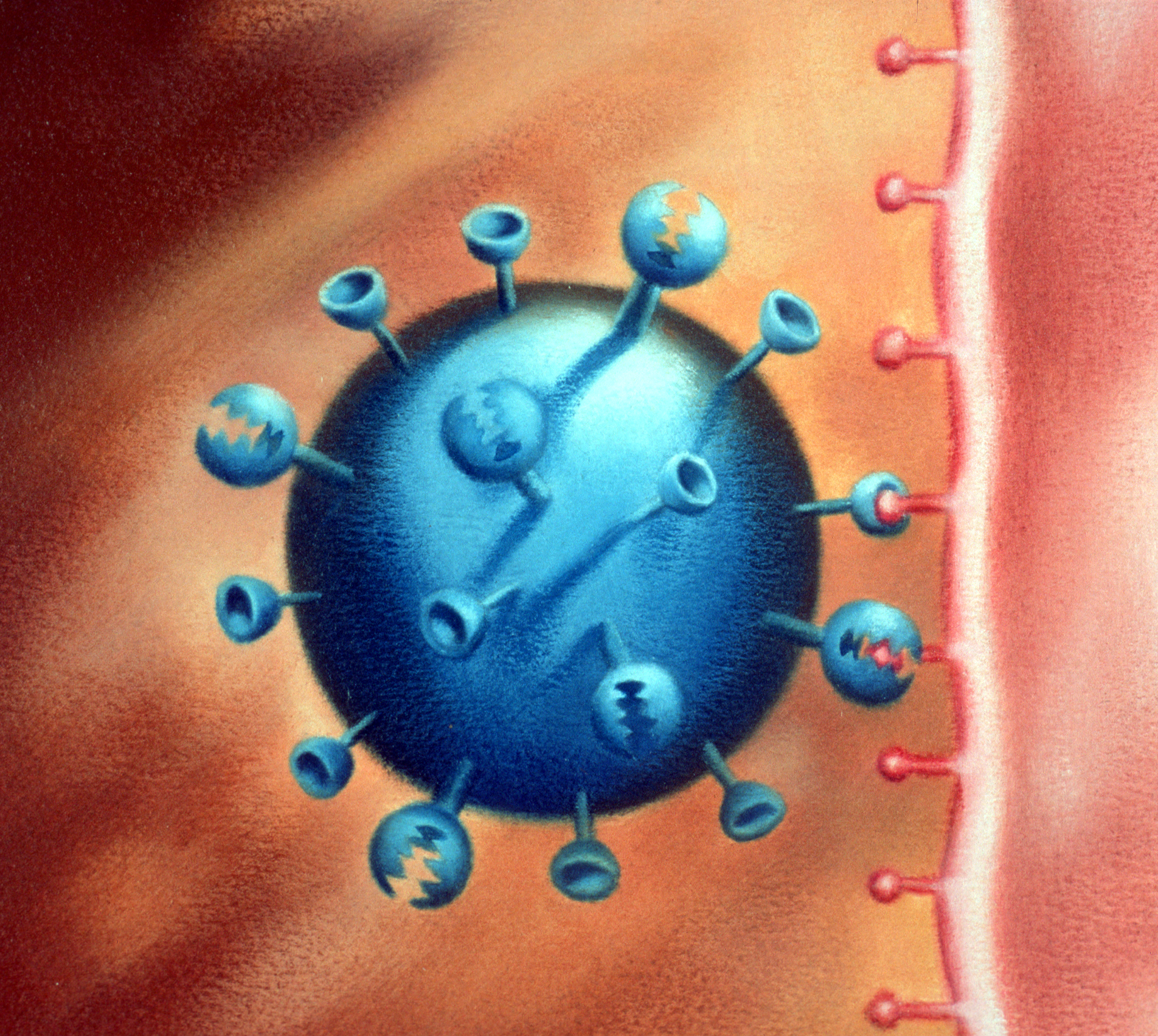
Illustration som visar influensavirus som fäster till cellmembranet via ytproteinet hemagglutinin.

Hemagglutininer känner igen glykokonjugat på cellytan som innehåller sialinsyra på ytan av röda blodkroppar hos värdarna med låg affinitet och använder dem för att komma in i värdcellernas endosom. I endosomen aktiveras hemagglutininer vid ett pH på 5 - 6,5 för att genomgå konformationsförändringar som möjliggör viral vidhäftning genom en fusionspeptid.
Agglutination och hemagglutininer upptäcktes av virologen George K. Hirst 1941. Alfred Gottschalk bevisade 1957 att hemagglutininer binder ett virus till en värdcell genom att fästa till sialinsyror på kolhydratsidokedjor av cellmembranglykoproteiner och glykolipider.

## Typer
- Influensahemagglutinin eller hemagglutinin: ett homotrimert glykoprotein som finns på ytan av influensavirus som är ansvarigt för deras smittsamhet.[7]
- Mässlingshemagglutinin: ett hemagglutinin som produceras av mässlingsviruset[8] som kodar för sex strukturella proteiner, varav hemagglutinin och fusion är ytglykoproteiner som är involverade i bindning och inträde.[9]
- Parainfluensa hemagglutinin-neuraminidas: en typ av hemagglutinin-neuraminidas som produceras av parainfluensa som är nära förknippad med både mänskliga och veterinära sjukdomar.[10]
- Påssjuka hemagglutinin-neuraminidas: ett slags hemagglutinin som påssjukaviruset (MuV) producerar, vilket är det virus som orsakar påssjuka.[11]
- PH-E-formen av phytohaemagglutinin.

## Struktur
Hemagglutininer är små proteiner som sticker ut från virusmembranets yta som 135 Å långa spikar med en diameter på 30-50 Å. Varje spik består av tre identiska monomerunderenheter, vilket gör proteinet till en homotrimer. Dessa monomerer är bildade av två glykopeptider, HA1 och HA2, och kopplade av två disulfidpolypeptider inklusive membrandistal HA1 och den mindre membranproximala HA2. Röntgenkristallografi och spektroskopi användes för att identifiera att majoriteten av proteinstrukturerna består av a-spiralformade proteiner. Utöver den homotrimera kärnstrukturen har hemagglutininer fyra underdomäner: den membran-distala receptorbindande R-subdomänen, den vestigiala domänen E, som fungerar som ett receptorförstörande esteras, fusionsdomänen F och membranankarunderdomänen M. Den senare bildar elastiska proteinkedjor som länkar hemagglutinin till ektodomänen.